# مجموعة البنك الشعبي
مجموعة البنك الشعبي هي مجموعة فرنسية من البنوك التعاونية . يدير الاتحاد الفيدرالي 15 بنكًا إقليميًا مستقلًا ويعمل أيضًا تحت إدارة كاسدين والشركات التابعة لـ كريديت كوابريتيف.
في عام 2006 ، أنشأت مجموعة البنك الشعبي ناتيكسيس مع مجموعة مصرفية تعاونية فرنسية أخرى ، جروب كيسي دوبراني . هذا البنك الاستثماري الجديد هو نتيجة العرض التفصيلي للبنوك الاستثمارية السابقة لكلا الفريقين : البنك الشعبي وكيسي دوبراني في وبنك الاستثمار للشركات.

## روابط خارجية
- Groupe Banque Populaire Caisse d'Epargne
- موقع بنك الشعب (باللغة الفرنسية)